# آلیشا فاکس
ویکتوریا الیزابت کراوفورد (به انگلیسی: Victoria Elizabeth Crawford) (زاده ۳۰ ژوئن ۱۹۸۶) یک کشتی‌گیر حرفه‌ای زن آمریکایی است که با نام آلیشا فاکس، در مسابقات کشتی حرفه‌ای شرکت می‌کند. آلیشا فاکس از سال ۲۰۰۶، تاکنون در این رشته فعال بوده است.

## زندگی شخصی
کراوفورد یک خواهر کوچکتر بنام کریستینا دارد که او هم کشتی گیر حرفه‌ای بود ولی الان رهبر تشویق کنندگان تمپابی بوکانیرز است. قبل از کشتی گیر شدن، کراوفورد یک مدل بود و بعد از اینکه جان لورنایتس او را در کاتالوگ مد دید، با او قرارداد بست.